# 데이터옵스
데이터옵스(DataOps)는 데이터에 대한 통합된 프로세스 중심 관점을 민첩한 소프트웨어 엔지니어링의 자동화 및 방법과 결합하여 품질, 속도 및 협업을 개선하고 데이터 분석 영역에서 지속적인 개선 문화를 촉진하는 일련의 사례, 프로세스 및 기술이다. 데이터옵스는 일련의 모범 사례로 시작되었지만 이제는 데이터 분석에 대한 새롭고 독립적인 접근 방식으로 성숙해졌다. 데이터옵스는 데이터 준비부터 보고까지 전체 데이터 라이프사이클에 적용되며, 데이터 분석 팀과 정보 기술 운영의 상호 연결된 특성을 인식한다.
데이터옵스는 비즈니스 목표에 맞춰 분석 개발 주기를 단축하기 위해 애자일 방법론을 통합한다.
데브옵스는 주문형 IT 리소스를 활용하고 소프트웨어 테스트 및 배포를 자동화하여 지속적인 제공에 중점을 둔다. 이러한 소프트웨어 개발과 IT 운영의 통합으로 소프트웨어 엔지니어링 및 배포의 속도, 품질, 예측 가능성 및 규모가 향상되었다. 데브옵스의 방법을 차용한 데이터옵스는 데이터 분석에도 이와 동일한 개선 사항을 적용하려고 한다.
데이터옵스는 통계적 프로세스 제어(SPC)를 활용하여 데이터 분석 파이프라인을 모니터링하고 제어한다. SPC를 사용하면 운영 시스템을 통해 흐르는 데이터가 지속적으로 모니터링되고 작동하는지 확인된다. 이상이 발생하면 자동 알림을 통해 데이터 분석팀에 알릴 수 있다.
데이터옵스는 특정 기술, 아키텍처, 도구, 언어 또는 프레임워크에 묶여 있지 않는다. 데이터옵스를 지원하는 도구는 협업, 조정, 품질, 보안, 액세스 및 사용 편의성을 촉진한다.